# Sicherungs-Lehr-Division
Die Sicherungs-Lehr-Division war ein Großverband der deutschen Kriegsmarine im Zweiten Weltkrieg.

## Geschichte
Die Division wurde im Januar 1945 in Swinemünde in Pommern als Lehr-Division zu den 11 Sicherungs-Divisionen der Kriegsmarine für Sicherungsaufgaben im Bereich der südlichen Nordsee aufgestellt. Das Stabshauptquartier lag in folgenden Orten (Chronologische Reihenfolge): Stettin, Swinemünde, Stralsund und Rostock. Die Sicherungs-Lehr-Division war dem Befehlshaber der Sicherungsstreitkräfte unterstellt. 
Führungsschiff war das Hilfskriegsschiff Königin Emma. Im Februar 1945 erfolgte die Unterstellung der 3. Sicherungs-Schulflottille aus der aufgelösten 12. Landungsflottille. Die Division bestand bis Kriegsende. 

## Kommandeur
- Kapitän zur See d. R. Otto Lensch[2]